# Lars-Svenstjärnarna
Lars-Svenstjärnarna är en sjö i Falu kommun i Dalarna och ingår i Dalälvens huvudavrinningsområde.